# Wilhelm Mohnke
Wilhelm Mohnke, född 15 mars 1911 i Lübeck, Tyskland, död 6 augusti 2001 i Hamburg-Rahlstedt, var en tysk SS-Brigadeführer under andra världskriget. Han ledde Leibstandarte Adolf Hitler under försvaret av riksdagshuset och Führerbunkern vid slutstriderna i Berlin.

## Bakgrund
Mohnke blev medlem i Nationalsocialistiska tyska arbetarepartiet (NSDAP) den 1 september 1931 och gick med i Allgemeine-SS två månader senare. Den 17 mars 1933 blev han en av de 117 utvalda till Adolf Hitlers livvaktsenhet SS-Stabswache Berlin (som senare utvecklades till Leibstandarte Adolf Hitler) som leddes av Sepp Dietrich. 
Mohnke beordrades i mitten av oktober 1934 till 5. Sturm, ett kompani han skulle ha befälet över fram till slutet av maj 1940. Han ledde kompaniet under invasionen av Polen, och erhöll Järnkorset av båda klasserna. Under våren och sommaren 1940 deltog han i slaget om Frankrike och övertog den 28 maj befälet över sitt kompanis bataljon sedan det tidigare bataljonsbefälet sårats. Han deltog sedan i Balkanfälttåget våren 1941 och sårades svårt i ett jugoslaviskt flygangrepp. Skadorna var så pass allvarliga att han tvingades amputera delar av sin ena fot. 
I början av 1942 var Mohnke tillbaka i tjänst. Han rekryterade personal till och byggde upp Leibstandarte Adolf Hitlers pansarbataljon. Han var även en kort period befälhavare över bataljonen innan han fick befälet över Leibstandartes ersättningsbataljoner. Den 15 september 1943 fick han befälet över SS-Panzer-Grenadier-Regiment 26 som ingick i den nybildade divisionen 12. SS-Panzer-Division "Hitlerjugend". Efter att de allierade inlett invasionen av Normandie den 6 juni 1944 deltog han med sitt regemente i försvaret och förlänades med Riddarkorset för sin insats för att hålla den så kallade Falaise-fickan öppen.
Mohnke var från 20 augusti 1944 till 6 februari 1945 befälhavare för Leibstandarte Adolf Hitler, som han ledde under Ardenneroffensiven. Strax efter att divisionen förflyttats till Ungern i början av februari 1945 sårades Mohnke i ett flyganfall. Han ådrog sig bland annat öronskador och flyttades från fronttjänst till befälsreserven. 
Under slutstriden i Berlin mellan den 16 april och den 2 maj 1945 ledde Mohnke Kampfgruppe Mohnke som försvarade rikskansliet och dess omedelbara omgivningar. Till sitt förfogande hade han nio bataljoner på sammanlagt ungefär 2 000 man. Mohnke var en av de sista att lämna Führerbunkern. 
Wilhelm Mohnke satt i rysk fångenskap i drygt tio år och frisläpptes i oktober 1955. 
I filmen Undergången från 2004 porträtteras Wilhelm Mohnke av André Hennicke.

## Utmärkelser
- Braunschweigmötets utmärkelse – 1931
- Järnkorset av andra klass − 21 september 1939
- Järnkorset av första klass − 8 november 1939
- Riddarkorset − 11 juli 1944
- Tyska korset i guld − 26 december 1941
- Såradmärket i svart − 10 februari 1940
- Såradmärket i silver − 15 september 1941
- Såradmärket i guld –
- Infanteristridsmärket i silver − 3 oktober 1940
- Krigsförtjänstkorset av andra klassen med svärd − 3 oktober 1940
- SS Hedersring
- SS Hederssvärd

## Befordringar
- SS-Mann – november 1931
- SS-Scharführer – 5 mars 1932
- SS-Truppführer – 9 mars 1933
- SS-Sturmführer – 28 juni 1933
- SS-Sturmhauptführer – 1 oktober 1933
- SS-Sturmbannführer – 1 september 1940
- SS-Obersturmbannführer – 21 juni 1943
- SS-Standartenführer – 21 juni 1944
- SS-Oberführer – 4 november 1944
- SS-Brigadeführer und Generalmajor der Waffen-SS – januari 1945